# آرامگاه سلطنتی دودمان چینگ و مینگ
آرامگاه سلطنتی دودمان چینگ و مینگ که شامل آرامگاه‌های دودمان چینگ و دودمان مینگ است، این منطقه که شامل آرامگاه‌های زیر می‌باشد در سال‌های ۲۰۰۰ ،۲۰۰۳ و ۲۰۰۴ در فهرست میراث جهانی یونسکو به ثبت رسیدند.

## نگاره ها

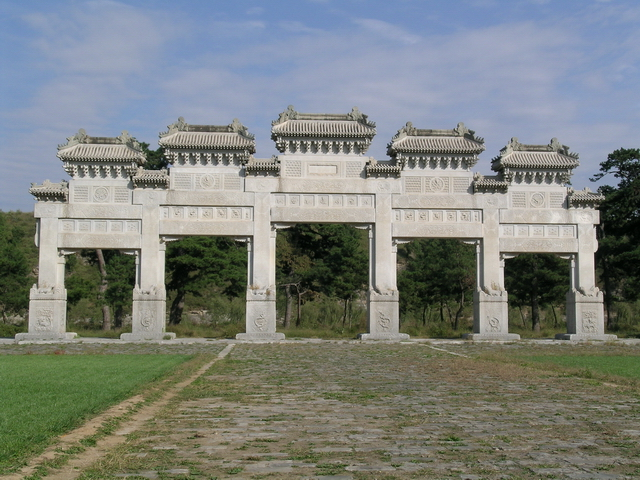
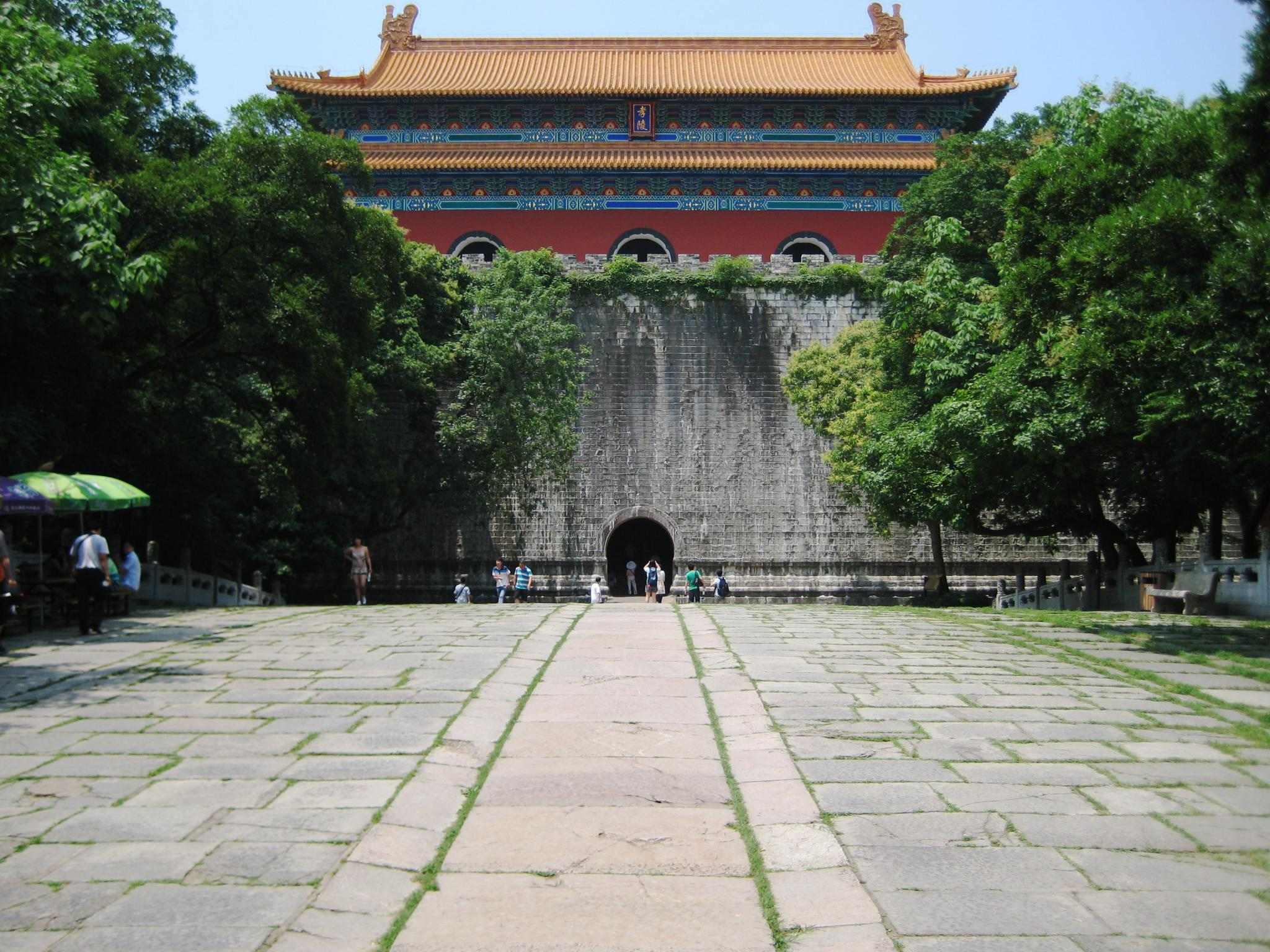
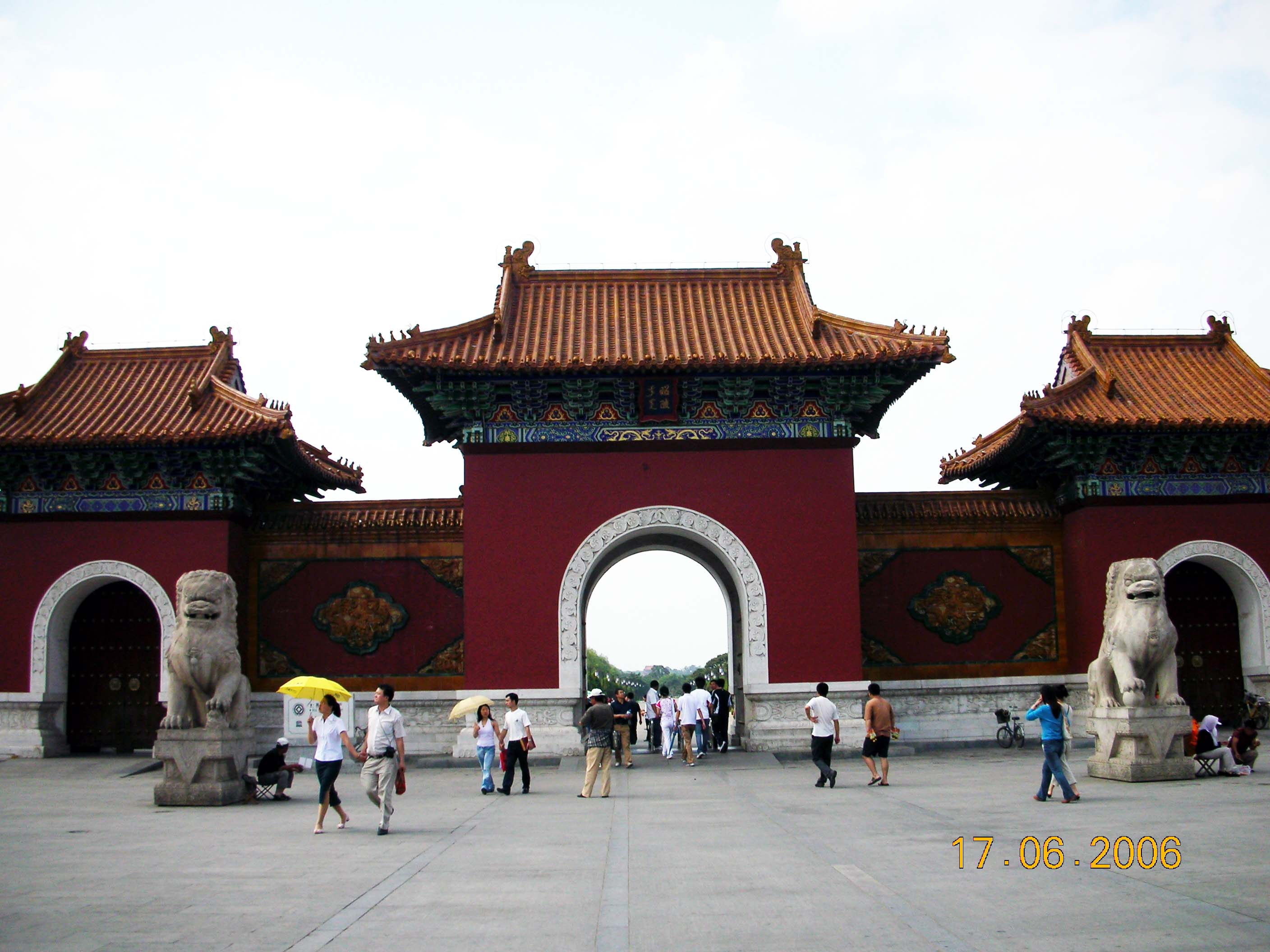
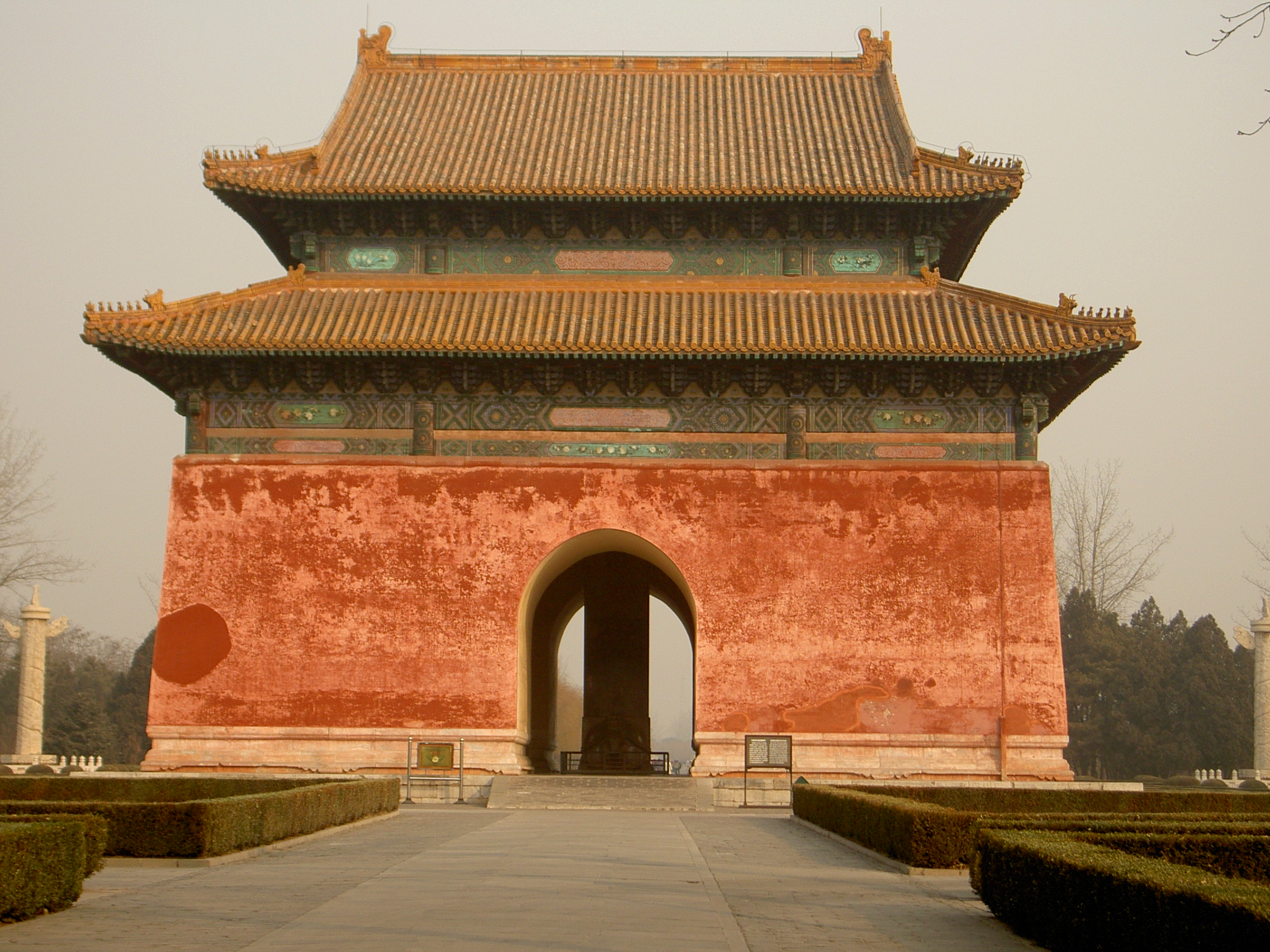
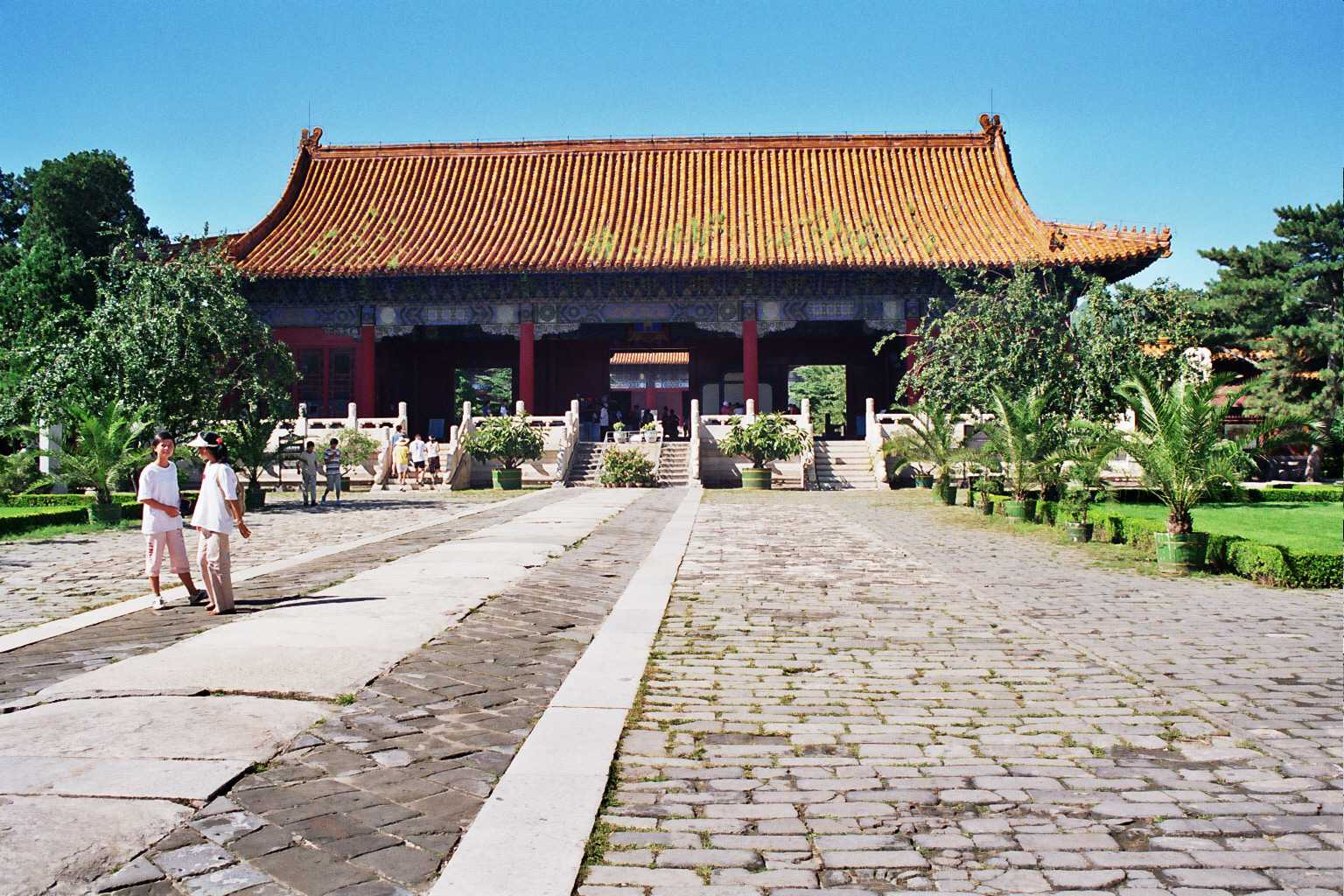
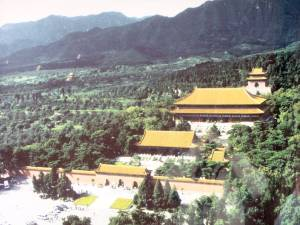

## فهرست
| شماره سریال | آرامگاه                        | استان     | مکان         | مختصات (dms.s)       | مساحت (m²) | حافظه میانگیر (m²) | سال ثبت شده |
| ----------- | ------------------------------ | --------- | ------------ | -------------------- | ---------- | ------------------ | ----------- |
| ۱۰۰۴-۰۰۱    | آرامگاه شیانلینگ               | هوبئی     | شونگژیانگ    | N31 01 E۱۱۲ ۳۹       | ۸۷۶٬۰۰۰    | ۲٬۲۶۴٬۰۰۰          | ۲۰۰۰        |
| ۱۰۰۴-۰۰۲    | آرامگاه های چینگ خاوری         | هوبئی     | تسونهوا      | N41 11 E۱۱۷ ۳۸       | ۲٬۲۴۰٬۰۰۰  | ۷۸٬۰۰۰٬۰۰۰         | ۲۰۰۰        |
| ۱۰۰۴-۰۰۳    | آرامگاه های چینگ باختری        | هوبئی     | بائودینگ     | N39 20 E۱۱۵ ۱۳       | ۱۸٬۴۲۰٬۰۰۰ | ۴۷٬۵۸۰٬۰۰۰         | ۲۰۰۰        |
| ۱۰۰۴-۰۰۴    | آرامگاه دودمان مینگ            | پکن       | بخش چانگپینگ | N40 16 10 E۱۱۶ ۱۴ ۴۰ | ۸٬۲۳۰٬۰۰۰  | ۸۱٬۰۰۰٬۰۰۰         | ۲۰۰۳        |
| ۱۰۰۴-۰۰۵    | آرامگاه مینگ شیائو لینگ        | جیانگسو   | نانجینگ      | N32 03 30 E۱۱۸ ۵۱ ۰۷ | ۱٬۱۶۰٬۰۰۰  | ۱٬۸۰۰٬۰۰۰          | ۲۰۰۳        |
| ۱۰۰۴-۰۰۶    | آرامگاه چانگ یوچون             | جیانگسو   | نانجینگ      | N32 03 44 E۱۱۸ ۴۹ ۵۴ | ۹٬۸۰۰      |                    | ۲۰۰۳        |
| ۱۰۰۴-۰۰۷    | آرامگاه چیو چنگ                | جیانگسو   | نانجینگ      | N32 03 51 E۱۱۸ ۴۹ ۵۹ | ۵٬۵۰۰      |                    | ۲۰۰۳        |
| ۱۰۰۴-۰۰۸    | آرامگاه وو لیانگ               | جیانگسو   | نانجینگ      | N32 04 00 E۱۱۸ ۴۹ ۵۱ | ۴٬۰۰۰      | ۱٬۸۰۰٬۰۰۰          | ۲۰۰۳        |
| ۱۰۰۴-۰۰۹    | آرامگاه وو چن                  | جیانگسو   | نانجینگ      | N32 04 05 E۱۱۸ ۴۹ ۵۷ | ۳٬۵۰۰      |                    | ۲۰۰۳        |
| ۱۰۰۴-۰۱۰    | آرامگاه ژو دا                  | جیانگسو   | نانجینگ      | N32 04 30 E۱۱۸ ۵۰ ۰۶ | ۸٬۵۰۰      |                    | ۲۰۰۳        |
| ۱۰۰۴-۰۱۱    | آرامگاه لی ونچونگ              | جیانگسو   | نانجینگ      | N32 04 47 E۱۱۸ ۵۰ ۲۳ | ۸٬۷۰۰      |                    | ۲۰۰۳        |
| ۱۰۰۴-۰۱۲    | آرامگاه یونگلینگاز دودمان چینگ | لیائونینگ | فوشون        |                      | ۲٬۳۶۵٬۹۰۰  | ۱۳٬۴۳۹٬۴۰۰         | ۲۰۰۴        |
| ۱۰۰۴-۰۱۳    | آرامگاه فولینگ از دودمان چینگ  | لیائونینگ | شن‌یانگ       |                      | ۵۳۸٬۶۰۰    | ۷٬۰۲۳٬۶۰۰          | ۲۰۰۴        |
| ۱۰۰۴-۰۱۴    | چائولینگ آرامگاه دودمان چینگ   | لیائونینگ | شن‌یانگ       |                      | ۴۷۸٬۹۰۰    | ۳٬۱۸۷٬۴۰۰          | ۲۰۰۴        |
| مجموع       |                                |           |              |                      | ۳۴٬۳۷۹٬۴۰۰ | ۲۳۴٬۲۹۴٬۴۰۰        |             |